# 叔孫建
叔孫 建（しゅくそん けん、365年 - 437年）は、中国の北魏の軍人。本貫は代郡。

## 経歴
叔孫骨の子として生まれた。若くして智勇兼備で知られた。道武帝が賀蘭部を頼ると、建も側近として従った。登国初年、外朝大人となり、安同ら13人とともに迭典庶事をつとめ、軍事や行政の計画に参与した。秦王拓跋觚に従って後燕への使者をつとめ、6年を経て帰国した。後将軍の位を受けた。ほどなく都水使者となり、中領軍をつとめ、安平公の爵位を受け、龍驤将軍の位を加えられた。并州刺史として出向した。後に免官され、鄴城の園を守った。
明元帝が即位すると、正直将軍・相州刺史として再起した。416年（泰常元年）、劉虎らが北魏に叛き、公孫表らが劉虎に敗れると、建は明元帝の命を受けて劉虎を討ち、1万人あまりを斬首し、10万人あまりを捕虜とした。
東晋の劉裕が後秦を討ち、その部将の王仲徳が先鋒として滑台に迫ると、北魏の兗州刺史の尉建は滑台城を放棄して黄河を渡った。王仲徳が滑台に入城すると、建は明元帝の命を受けて河内から枋頭に向かい情勢をうかがった。王仲徳が滑台に入って1月あまり、建はまた命を受けて渡河し、尉建を斬ってその遺体を黄河に投棄した。建は王仲徳の軍に呼ばわって、その国境侵犯をなじった。王仲徳が司馬の竺和之を派遣してきたため、建は公孫表に命じて会談させた。王仲徳と劉裕は魏晋間の衝突を避けるべく低姿勢に徹した。建は南平公長孫嵩とともに劉裕の動静をうかがった。417年（泰常2年）、東晋の滎陽守将の傅洪が虎牢から建に対して使者を立てて降伏を申し出てきたほか、東晋の譙王司馬文思が劉裕を討つよう願い出たため、明元帝は長孫嵩に命じて劉裕を討たせたが敗北した。
建は平城に帰還し、鄴に出向して駐屯した。娥清・周幾らとともに西山の丁零の翟蜀・洛支らを討って滅ぼした。418年（泰常3年）、広阿鎮将に転じた。422年（泰常7年）、使持節・都督前鋒諸軍事・楚兵将軍・徐州刺史に任じられて、軍を率いて平原から黄河を渡り、青兗諸郡をめぐった。このため南朝宋の兗州刺史の徐琰が逃亡したので、建は東方の青州に入った。司馬愛之と司馬秀之が済東で降伏してきた。423年（泰常8年）、建は臨淄に入った。宋の前東牟郡太守の張幸先が孤山に隠れ住んでいたが、建がやってきたと聞いて、2千人を率いて女水で建を迎えた。建は宋の青州刺史の竺夔を東陽城に包囲した。宋の将軍の檀道済と王仲徳が竺夔を救援したため、建は敗れて帰還した。建は功績により寿光侯の爵位を受け、鎮南将軍の位を加えられた。
428年（神䴥元年）、定州の丁零の鮮于台陽や翟喬ら2000家あまりが北魏に反抗して西山に入り、周辺の郡県を荒らしたため、建がこれを討って鎮圧した。430年（神䴥3年）、建が汝陰公長孫道生とともに黄河を渡ると、宋の到彦之や王仲徳らは清水から済水に入り、東方の青州に逃れた。宋の兗州刺史の竺霊秀が須昌を放棄して、南の湖陸に逃れると、建はこれを追撃して撃破し、5000人あまりを斬首し、鄒魯まで進軍した。建は軍を返して范城に駐屯した。太武帝により平原鎮大将に任じられ、丹陽王に封じられ、征南大将軍・都督冀青徐済4州諸軍事を加えられた。北魏は南方に展開した軍を河上に集結させ、1軍は洛陽を討ち、もう1軍は滑台を攻撃した。宋の檀道済と王仲徳が滑台の救援に向かい、建は長孫道生とともに宋軍を挟み撃ちにした。魏軍が穀物を焼いて宋軍の糧道を絶ったため、檀道済の兵は飢えて、離反する者が相次ぎ、このため安頡らが滑台を陥落させることができた。
437年（太延3年）1月、建は死去した。享年は73。諡は襄といい、金陵に陪葬された。

## 子女
- 叔孫俊（安城公）
- 叔孫隣（丹陽公、尚書令、涼州鎮大将・鎮西将軍）

## 伝記資料
- 『魏書』巻29 列伝第17
- 『北史』巻20 列伝第8